# Kümmersbruck
Kümmersbruck est une commune allemande, située en Bavière, dans l'arrondissement d'Amberg-Sulzbach, à 5 km au sud-est d'Amberg dont elle est quasiment la banlieue.
La commune a été formée en 1972 par la réunion des villages de Kümmersbruck, Engelsdorf, Garmersdorf, Haidweiher, Haselmühl, Köfering, Lengenfeld, Moos, Penkhof et Theuern. Le village de Theuern possède un intéressant château.

## Château de Theuern
Ce château baroque, construit en 1781 pour un maître de forges Hammerherrenschloss, abrite le Musée de la Mine et de l'Industrie de la Bavière orientale.

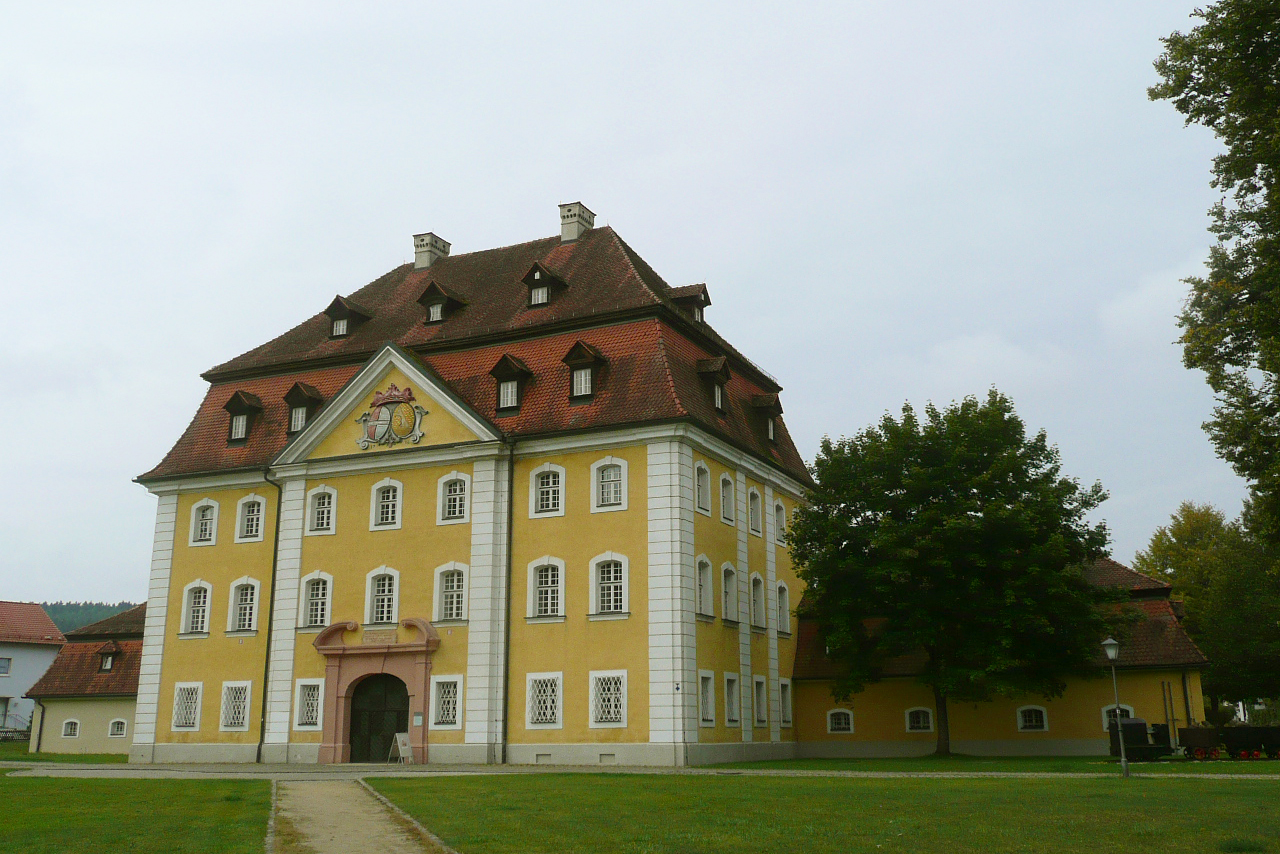
Le château de 1781 dit Kulturschloss Theuern

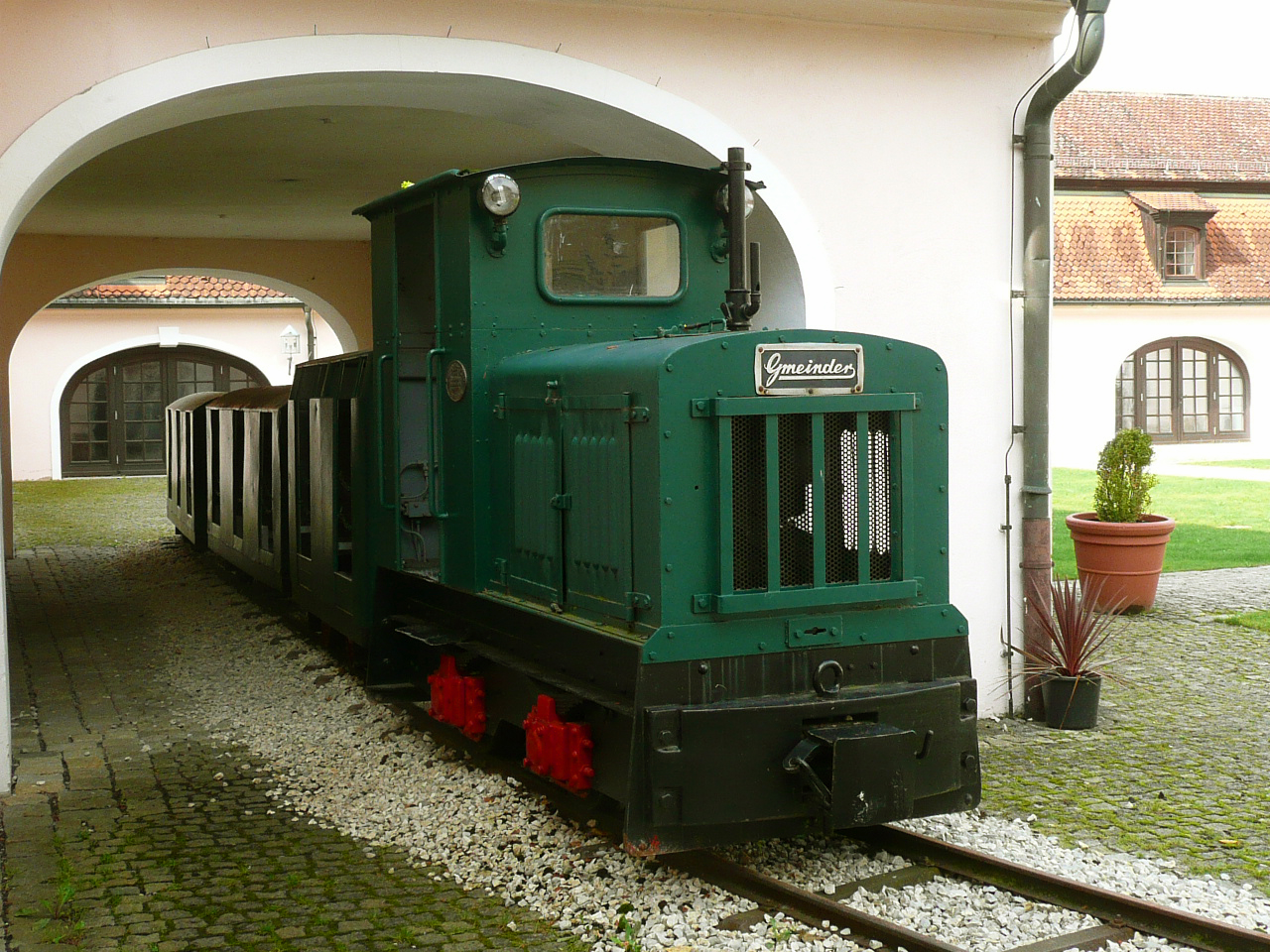
Un train minier dans la cour du château

## Personnalités liées à la ville
- Joseph Bernhardt (1805-1885), peintre né à Theuern.
- Andreas Schillinger (1983- ), coureur cycliste, né à Kümmersbruck.

Kümmersbruck dans l'arrondissement d'Amberg-Sulzbach

## Sources
1. ↑  Prospectus de 2008 du Landkreis Amberg-Sulzbach